# Chiếc giày vàng châu Âu
Chiếc giày vàng châu Âu (tiếng Anh: European Golden Shoe, tên gọi cũ là European Golden Boot) là một giải thưởng bóng đá hằng năm được trao cho cầu thủ ghi nhiều bàn thắng nhất tại các trận đấu thuộc hệ thống các giải đấu hàng đầu quốc gia thuộc Liên đoàn bóng đá châu Âu trong một mùa giải. Cầu thủ ghi nhiều bàn thắng nhất sẽ được nhận giải (các giải lớn như Anh, Đức, Tây Ban Nha... thì có hệ số lớn hơn). Thành tích của cầu thủ không bao gồm số bàn thắng ghi được trong các giải khác như cúp quốc gia, cúp liên đoàn và các cúp châu Âu, Siêu cúp châu Âu, Giải vô địch bóng đá thế giới các câu lạc bộ (trước là Cúp Liên lục địa), cũng như không tính các bàn thắng cầu thủ đó ghi được cho đội tuyển quốc gia trong mùa bóng đó. Kể từ khi được thành lập vào mùa bóng 1967-1968, danh hiệu có tên gọi ban đầu theo tiếng Pháp là Soulier d'Or, sau dịch thành Chiếc giày vàng châu Âu (Golden Shoe or Boot), nhằm trao tặng cho cầu thủ ghi nhiều bàn thắng nhất tại tất cả các giải đấu châu Âu mùa bóng năm đó. Do tạp chí L'Équipe tổ chức lần đầu năm 1968, giải thường bắt đầu được trao bởi European Sports Media kể từ mùa 1995-96. Hiện tại Kylian Mbappé  là chủ nhân của giải thưởng này sau 31 bàn thắng ghi được tại La Liga 2024-2025. Lionel Messi là cầu thủ giành danh hiệu này 6 lần, nhiều nhất trong lịch sử.

## Lịch sử
Từ năm 1968 đến năm 1991, danh hiệu được trao cho chân sút ghi nhiều bàn thắng nhất tại bất kì giải đấu châu Âu nào. Quy định này không phụ thuộc vào tính khắc nghiệt của giải đấu cũng như số trận mà cầu thủ đó thi đấu. Trong thời gian này Eusébio, Gerd Müller, Dudu Georgescu và Fernando Gomes là những cầu thủ 2 lần nhận được danh hiệu. Sau một khiếu nại từ phía hiệp hội bóng đá Síp khi cho rằng một cầu thủ trong giải đấu của họ ghi được đến 40 bàn thắng, (mặc dù số liệu chính thức hai cầu thủ dẫn đầu ở giải đấu đó chỉ ghi được 19 bàn), L'Équipe đã ngừng trao giải từ 1991 đến 1996. Do sự chênh lệch giữa trình độ các giải đấu dẫn đến sự thiếu công bằng (giải đấu trình độ thấp hơn dễ ghi được bàn thắng hơn các giải đấu trình độ cao, như ở Romania, Síp) và cả sự nghi ngờ gian lận (như trường hợp Cămătaru của Romania), cầu thủ ghi nhiều bàn thắng nhất mùa bóng 1990–91 là Darko Pancev của Nam Tư phải đến năm 2006 mới nhận được giải thưởng.
Kể từ mùa 1996-97, European Sports Media tiếp tục đứng ra trao danh hiệu này nhưng có bổ sung quan trọng là hệ số tính điểm đối với từng giải vô địch quốc gia, cho phép những cầu thủ ở các giải vô địch khắc nghiệt hơn giành chiến thắng ngay cả khi họ ghi ít bàn hơn một cầu thủ ở giải đấu thấp hơn. Hệ tính điểm được xác định bởi xếp hạng của giải vô địch theo hệ số UEFA, phụ thuộc vào thành tích thi đấu của các câu lạc bộ ở mỗi giải tại các giải đấu của UEFA trong năm mùa bóng. Số bàn thắng ghi được trong năm giải vô địch quốc gia hàng đầu châu Âu theo danh sách hệ số được nhân với 2, số bàn thắng tại các giải đấu xếp hạng từ 6 đến 22 nhân với 1.5, còn số bàn thắng tại các giải đấu xếp hạng từ 22 trở xuống được nhân với 1. Do đó, số bàn thắng tại các giải đấu hạng cao hơn sẽ tính nhiều điểm hơn số bàn tại các giải đấu hạng thấp hơn. Và thực tế đã chứng minh cầu thủ ở những giải vô địch trình độ cao sẽ nhiều cơ hội giành Chiếc giày vàng hơn, khi từ năm 1996 đến nay, chỉ có 2 lần danh hiệu Chiếc giày vàng không thuộc về cầu thủ được nhân hệ số 2 (Henrik Larsson, năm 2000–01 ở giải VĐQG Scotland và  Mario Jardel, năm 1998–99 và 2001–02 ở giải VĐQG Bồ Đào Nha).

## Danh sách nhận giải

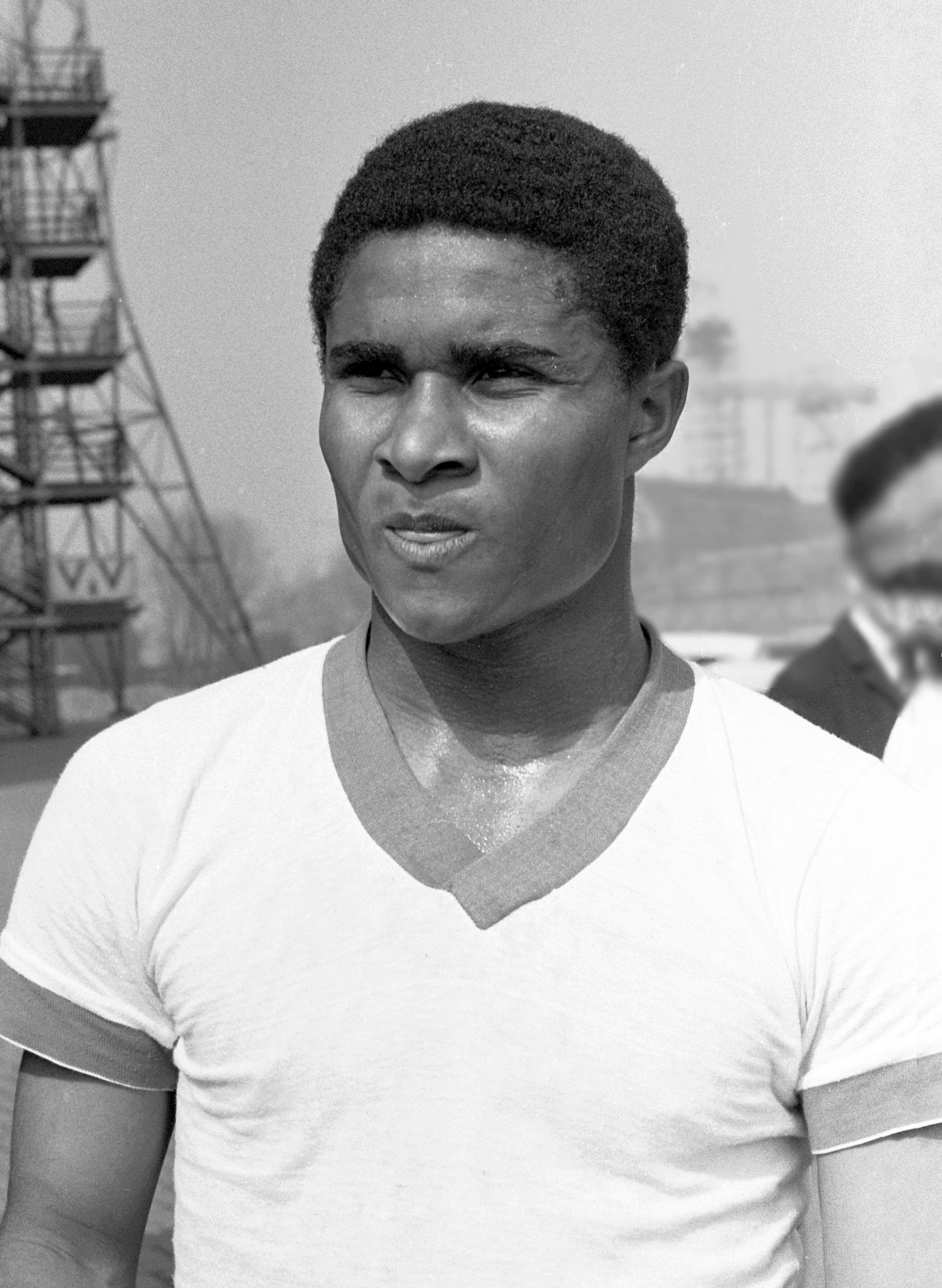
Eusébio là cầu thủ đầu tiên giành giải thưởng này.

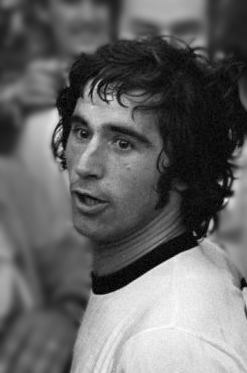
Gerd Müller là cầu thủ đầu tiên nhận giải hai lần, năm 1970 và năm 1972.

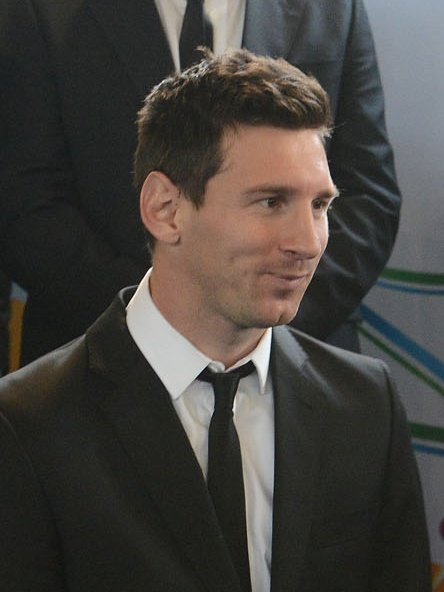
Lionel Messi là cầu thủ đầu tiên có ba lần đoạt giày vàng, và là người sở hữu kỷ lục là cầu thủ đầu tiên có sáu chiếc giày vàng.

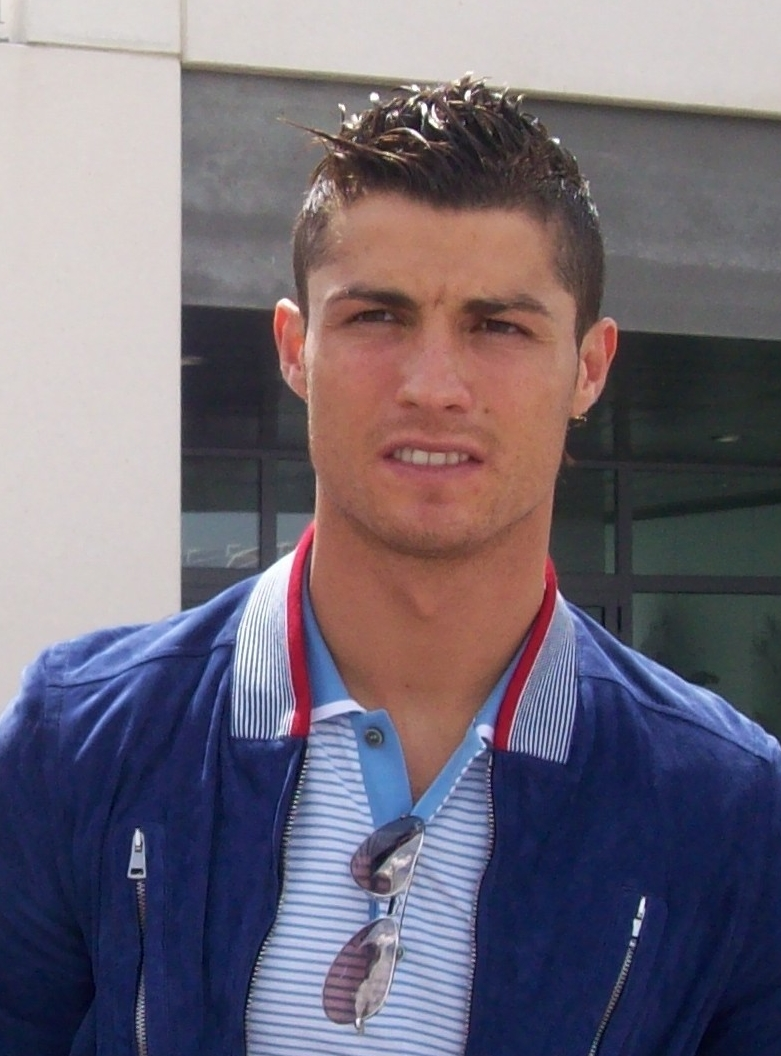
Cristiano Ronaldo là cầu thủ đầu tiên có bốn lần nhận chiếc giày vàng.

| ^            | Chỉ đội bóng của cầu thủ vô địch giải quốc gia mùa đó                         |
| Cầu thủ (X)  | Hiển thị số lần cầu thủ đã giành danh hiệu ở thời điểm đó                     |
| Đội bóng (X) | Hiển thị số lần một cầu thủ từ đội bóng này đã giành danh hiệu ở thời điểm đó |

| Mùa bóng                                  | Quốc tịch  | Cầu thủ                | Câu lạc bộ          | Giải đấu            | Số bàn | Điểm |
| ----------------------------------------- | ---------- | ---------------------- | ------------------- | ------------------- | ------ | ---- |
| Người nhận giải bởi L'Équipe              |            |                        |                     |                     |        |      |
| 1967–68                                   | Bồ Đào Nha | Eusébio                | Benfica             | Primeira Liga       | 43     | —    |
| 1968–69                                   | Bulgaria   | Petar Zhekov           | CSKA Sofia          | Parva Liga          | 36     | —    |
| 1969–70                                   | Tây Đức    | Gerd Müller            | Bayern Munich       | Bundesliga          | 38     | —    |
| 1970–71                                   | Nam Tư     | Josip Skoblar          | Marseille           | Ligue 1             | 44     | —    |
| 1971–72                                   | Tây Đức    | Gerd Müller (2)        | Bayern Munich       | Bundesliga          | 40     | —    |
| 1972–73                                   | Bồ Đào Nha | Eusébio (2)            | Benfica             | Primeira Liga       | 40     | —    |
| 1973–74                                   | Argentina  | Héctor Yazalde         | Sporting CP         | Primeira Liga       | 46     | —    |
| 1974–75                                   | Romania    | Dudu Georgescu         | Dinamo Bucharest    | Liga I              | 33     | —    |
| 1975–76                                   | Síp        | Sotiris Kaiafas        | Omonia Nicosia      | Hạng nhất Síp       | 39     | —    |
| 1976–77                                   | Romania    | Dudu Georgescu (2)     | Dinamo Bucharest    | Liga I              | 47     | —    |
| 1977–78                                   | Áo         | Hans Krankl            | Rapid Vienna        | Bundesliga          | 41     | —    |
| 1978–79                                   | Hà Lan     | Kees Kist              | AZ Alkmaar          | Eredivisie          | 34     | —    |
| 1979–80                                   | Bỉ         | Erwin Vandenbergh      | Lierse              | Hạng nhất Bỉ        | 39     | —    |
| 1980–81                                   | Bulgaria   | Georgi Slavkov         | Botev Plovdiv       | Parva Liga          | 31     | —    |
| 1981–82                                   | Hà Lan     | Wim Kieft              | Ajax                | Eredivisie          | 32     | —    |
| 1982–83                                   | Bồ Đào Nha | Fernando Gomes         | Porto               | Primeira Liga       | 36     | —    |
| 1983–84                                   | Wales      | Ian Rush               | Liverpool           | Hạng nhất Anh       | 32     | —    |
| 1984–85                                   | Bồ Đào Nha | Fernando Gomes (2)     | Porto               | Primeira Liga       | 39     | —    |
| 1985–86                                   | Hà Lan     | Marco van Basten       | Ajax                | Eredivisie          | 37     | —    |
| 1986–87*                                  | Áo         | Toni Polster           | FK Austria Wien     | Bundesliga          | 49     | —    |
| 1987–88                                   | Thổ Nhĩ Kỳ | Tanju Çolak            | Galatasaray         | Süper Lig           | 39     | —    |
| 1988–89                                   | Romania    | Dorin Mateuţ           | Dinamo Bucharest    | Liga I              | 43     | —    |
| 1989–90                                   | México     | Hugo Sánchez           | Real Madrid         | La Liga             | 38     | —    |
| 1989–90                                   | Bulgaria   | Hristo Stoichkov       | CSKA Sofia          | A PFG               | 38     | —    |
| 1990–91                                   | Nam Tư     | Darko Pančev           | Red Star            | Hạng nhất Nam Tư    |        | —    |
| Người nhận giải không được trao           |            |                        |                     |                     |        |      |
| 1991–92                                   | Scotland   | Ally McCoist           | Rangers             | Ngoại hạng Scotland | 34     | —    |
| 1992–93                                   | Scotland   | Ally McCoist (2)       | Rangers             | Ngoại hạng Scotland | 34     | —    |
| 1993–94                                   | Wales      | David Taylor           | Porthmadog          | Vô địch xứ Wales    | 43     | —    |
| 1994–95                                   | Armenia    | Arsen Avetisyan        | Homenetmen          | Ngoại hạng Armenia  | 39     | —    |
| 1995–96                                   | Georgia    | Zviad Endeladze        | Margveti            | Umaglesi Liga       | 40     | —    |
| Người nhận giải bởi European Sports Media |            |                        |                     |                     |        |      |
| 1996–97                                   | Brasil     | Ronaldo                | Barcelona           | La Liga             | 34     | 68   |
| 1997–98                                   | Hy Lạp     | Nikos Machlas          | Vitesse             | Eredivisie          | 34     | 68   |
| 1998–99                                   | Brasil     | Mário Jardel           | Porto               | Primeira Liga       | 36     | 72   |
| 1999–2000                                 | Anh        | Kevin Phillips         | Sunderland          | Ngoại hạng Anh      | 30     | 60   |
| 2000–01                                   | Thụy Điển  | Henrik Larsson (2)     | Celtic              | Ngoại hạng Scotland | 35     | 52,5 |
| 2001–02                                   | Brasil     | Mário Jardel (2)       | Sporting CP         | Primeira Liga       | 42     | 84   |
| 2002–03                                   | Hà Lan     | Roy Makaay             | Deportivo La Coruña | La Liga             | 29     | 58   |
| 2003–04                                   | Pháp       | Thierry Henry          | Arsenal             | Ngoại hạng Anh      | 30     | 60   |
| 2004–05                                   | Pháp       | Thierry Henry (2)      | Arsenal             | Ngoại hạng Anh      | 25     | 50   |
| 2004–05                                   | Uruguay    | Diego Forlán (2)       | Villarreal          | La Liga             | 25     | 50   |
| 2005–06                                   | Ý          | Luca Toni              | Fiorentina          | Serie A             | 31     | 62   |
| 2006–07                                   | Ý          | Francesco Totti        | Roma                | Serie A             | 26     | 52   |
| 2007–08                                   | Bồ Đào Nha | Cristiano Ronaldo      | Manchester United   | Ngoại hạng Anh      | 31     | 62   |
| 2008–09                                   | Uruguay    | Diego Forlán           | Atlético Madrid     | La Liga             | 32     | 64   |
| 2009–10                                   | Argentina  | Lionel Messi           | Barcelona           | La Liga             | 34     | 68   |
| 2010–11                                   | Bồ Đào Nha | Cristiano Ronaldo (2)  | Real Madrid         | La Liga             | 40     | 80   |
| 2011–12                                   | Argentina  | Lionel Messi (2)       | Barcelona           | La Liga             | 50     | 100  |
| 2012–13                                   | Argentina  | Lionel Messi (3)       | Barcelona           | La Liga             | 46     | 92   |
| 2013–14                                   | Uruguay    | Luis Suárez            | Liverpool           | Ngoại hạng Anh      | 31     | 62   |
| 2013–14                                   | Bồ Đào Nha | Cristiano Ronaldo (3)  | Real Madrid         | La Liga             | 31     | 62   |
| 2014–15                                   | Bồ Đào Nha | Cristiano Ronaldo (4)  | Real Madrid         | La Liga             | 48     | 96   |
| 2015–16                                   | Uruguay    | Luis Suárez (2)        | Barcelona           | La Liga             | 40     | 80   |
| 2016–17                                   | Argentina  | Lionel Messi (4)       | Barcelona           | La Liga             | 37     | 74   |
| 2017–18                                   | Argentina  | Lionel Messi (5)       | Barcelona           | La Liga             | 34     | 68   |
| 2018–19                                   | Argentina  | Lionel Messi (6)       | Barcelona           | La Liga             | 36     | 72   |
| 2019–20                                   | Ý          | Ciro Immobile          | S.S. Lazio          | Serie A             | 36     | 72   |
| 2020–21                                   | Ba Lan     | Robert Lewandowski     | Bayern Munchen      | Bundesliga          | 41     | 82   |
| 2021–22                                   | Ba Lan     | Robert Lewandowski (2) | Bayern Munchen      | Bundesliga          | 35     | 70   |
| 2022–23                                   | Na Uy      | Erling Haaland         | Manchester City     | Ngoại hạng Anh      | 36     | 72   |
| 2023–24                                   | Anh        | Harry Kane             | Bayern Munchen      | Bundesliga          | 36     | 72   |
| 2024–25                                   | Pháp       | Kylian Mbappé          | Real Madrid         | La Liga             | 31     | 62   |

### Chú giải
1. ↑  Chủ nhân giải thưởng ban đầu trong mùa 1986–87 là Rodion Cămătaru (với 44 bàn) đã bị tước danh hiệu sau đó và trao lại cho Polster năm 1990. Mặc dù vậy Camataru vẫn được phép giữ bản sao chiếc giày vàng.[4]
2. ↑  Darko Pančev chỉ được nhận giải thưởng cho mùa 1990–91 vào năm 2006, sau một khiếu nại từ Síp nói rằng một cầu thủ trong giải đấu của họ ghi được 40 bàn (mặc dù số liệu chính thức hai cầu thủ dẫn đầu ở giải đấu là Suad Beširević và Panayiotis Xiourouppas chỉ ghi được 19 bàn). Cũng bởi bê bối này mà tạp chí France Football đã làm danh hiệu trở thành không chính thức.[4]

## Thống kê

### Nhận nhiều giải nhất
Lionel Messi là cầu thủ duy nhất sở hữu 6 chiếc giày vàng châu Âu. Cristiano Ronaldo là cầu thủ đầu tiên nhận giải bốn lần, một lần với Manchester United và ba lần với Real Madrid. Lionel Messi của Barcelona là cầu thủ đầu tiên nhận giải này 3 lần, 5 lần và 6 lần, hiện tại là cầu thủ duy nhất giành giải này 5 lần và 6 lần, cũng là cầu thủ duy nhất giành 3 chiếc giày vàng liên tiếp từ năm 2017 đến 2019, đồng thời giữ kỷ lục hiện tại với 50 bàn thắng ghi được trong mùa 2011-12. Gerd Müller của Bayern Munich là cầu thủ đầu tiên thắng giải hai lần (1969–70 và 1971–72). Bốn cầu thủ Diego Forlán (Villarreal, Atlético Madrid), Luis Suárez (Liverpool F.C., FC Barcelona), Mário Jardel (Porto, Sporting CP) và Cristiano Ronaldo (Manchester United, Real Madrid) là những cầu thủ sở hữu giày vàng với hai đội bóng khác nhau. Cristiano Ronaldo và Luis Suárez là hai cầu thủ duy nhất đoạt giày vàng ở hai giải vô địch quốc gia khác nhau (Premier League và La Liga). Lionel Messi nhận tất cả sáu giày vàng, trong 6 chiếc đó Messi không phải chia sẻ chung danh hiệu với cầu thủ nào cả.
| Cầu thủ            | Số lần | Mùa                                                  |
| ------------------ | ------ | ---------------------------------------------------- |
| Lionel Messi       | 6      | 2009–10. 2011–12, 2012–13, 2016–17, 2017–18, 2018–19 |
| Cristiano Ronaldo  | 4      | 2007–08, 2010–11, 2013–14 (chia sẻ), 2014–15         |
| Eusébio            | 2      | 1967–68, 1972–73                                     |
| Gerd Müller        | 2      | 1969–70, 1971–72                                     |
| Dudu Georgescu     | 2      | 1974–75, 1976–77                                     |
| Fernando Gomes     | 2      | 1982–83, 1984–85                                     |
| Ally McCoist       | 2      | 1991–92, 1992–93                                     |
| Mário Jardel       | 2      | 1998–99, 2001–02                                     |
| Thierry Henry      | 2      | 2003–04, 2004–05 (chia sẻ)                           |
| Diego Forlán       | 2      | 2004–05 (chia sẻ), 2008–09                           |
| Luis Suárez        | 2      | 2013–14 (chia sẻ), 2015–16                           |
| Robert Lewandowski | 2      | 2020–21, 2021–22                                     |

### Người nhận giải theo đội bóng
| Đội bóng            | Tổng cộng | Cầu thủ |
| ------------------- | --------- | ------- |
| Barcelona           | 8         | 3       |
| Real Madrid         | 5         | 2       |
| Bayern Munich       | 3         | 2       |
| Dinamo București    | 3         | 2       |
| Porto               | 3         | 2       |
| CSKA Sofia          | 2         | 2       |
| Liverpool           | 2         | 2       |
| Ajax                | 2         | 2       |
| Sporting CP         | 2         | 2       |
| Arsenal             | 2         | 1       |
| Benfica             | 2         | 1       |
| Rangers             | 2         | 1       |
| Homenetmen          | 1         | 1       |
| Austria Wien        | 1         | 1       |
| Rapid Wien          | 1         | 1       |
| Lierse              | 1         | 1       |
| Botev Plovdiv       | 1         | 1       |
| Omonia Nicosia      | 1         | 1       |
| Manchester City     | 1         | 1       |
| Manchester United   | 1         | 1       |
| Sunderland          | 1         | 1       |
| Marseille           | 1         | 1       |
| Zestafoni           | 1         | 1       |
| Fiorentina          | 1         | 1       |
| Roma                | 1         | 1       |
| AZ                  | 1         | 1       |
| Vitesse             | 1         | 1       |
| Celtic              | 1         | 1       |
| Atlético Madrid     | 1         | 1       |
| Deportivo La Coruña | 1         | 1       |
| Villarreal          | 1         | 1       |
| Galatasaray         | 1         | 1       |
| Porthmadog          | 1         | 1       |
| Crvena Zvezda       | 1         | 1       |

### Người nhận giải theo quốc tịch
| Quốc tịch  | Tổng cộng | Cầu thủ |
| ---------- | --------- | ------- |
| Bồ Đào Nha | 8         | 3       |
| Argentina  | 7         | 2       |
| Hà Lan     | 4         | 4       |
| Uruguay    | 4         | 2       |
| Bulgaria   | 3         | 3       |
| Ý          | 3         | 3       |
| România    | 3         | 2       |
| Brasil     | 3         | 2       |
| Áo         | 2         | 2       |
| Wales      | 2         | 2       |
| Nam Tư     | 2         | 2       |
| Anh        | 2         | 2       |
| Ba Lan     | 2         | 1       |
| Pháp       | 2         | 1       |
| Tây Đức    | 2         | 1       |
| Scotland   | 2         | 1       |
| Armenia    | 1         | 1       |
| Bỉ         | 1         | 1       |
| Síp        | 1         | 1       |
| Gruzia     | 1         | 1       |
| Hy Lạp     | 1         | 1       |
| México     | 1         | 1       |
| Thụy Điển  | 1         | 1       |
| Thổ Nhĩ Kỳ | 1         | 1       |
| Na Uy      | 1         | 1       |

### Người nhận giải theo giải đấu
| Giải đấu            | Tổng cộng | Cầu thủ |
| ------------------- | --------- | ------- |
| La Liga             | 15        | 7       |
| Primeira Liga       | 7         | 4       |
| Ngoại hạng Anh      | 6         | 5       |
| Eredivisie          | 4         | 4       |
| Parva Liga          | 3         | 3       |
| Serie A             | 3         | 3       |
| Bundesliga          | 3         | 2       |
| Liga I              | 3         | 2       |
| Bundesliga Áo       | 2         | 2       |
| Vô địch Scotland    | 2         | 1       |
| Ligue 1             | 1         | 1       |
| Hạng nhất Anh       | 1         | 1       |
| Division A          | 1         | 1       |
| Süper Lig           | 1         | 1       |
| Ngoại hạng Scotland | 1         | 1       |
| Hạng nhất Nam Tư    | 1         | 1       |
| Ngoại hạng xứ Wales | 1         | 1       |
| Ngoại hạng Armenia  | 1         | 1       |
| Umaglesi Liga       | 1         | 1       |
| Hạng nhất Síp       | 1         | 1       |